# 울티마 VI: 거짓 선지자
《울티마 VI: 거짓 예언자》는 오리진 시스템스가 제작한 1990년 롤플레잉 비디오 게임이다. 《울티마》 시리즈의 여섯 번째 본편 게임이자 '계몽기' 삼부작의 마지막 작품이다. 리처드 개리엇과 워렌 스펙터가 기획했으며 시리즈 최초로 애플 II에서 벗어나 MS-DOS 기반으로 개발돼 1990년 6월 1일 발매됐다.
브리타니아에 외적 가고일 종족이 침공해오면서 다시 플레이어 캐릭터가 이를 중재하기 위해 모험을 떠나는 내용을 그렸다. 전작과 차별되는 끊임없이 연결되는 대형의 맵을 무대로 게임이 진행되는 것이 특징으로, 물체를 움직이고 물품을 제작하는 등 플레이어의 자유를 강조하는 오픈월드 게임플레이를 구축했다. 시점이  경사투영 방식으로 변경됐으며, 사운드 카드를 이용한 다양한 음색의 음악과 비디오 그래픽스 어레이 그래픽 카드를 활용한 화려한 그래픽을 연출했다. 유저 인터페이스는 기존의 선택지 방식에서 아이콘형 포인트 앤드 클릭 방식으로 재구성해 플레이어의 편의를 배려했다.
MS-DOS판 발매 후 아미가, 아타리 ST, 샤프 X68000 등 서양 및 일본제 컴퓨터 플랫폼으로 이식됐다. 1992년에 내용을 조금 단순화한 슈퍼 패미컴 이식판이 발매됐다.
《울티마 VI》 게임 엔진을 활용한 외전 《울티마의 세계: 원시의 제국 (1990)》과 《울티마: 모험의 세계 2: 화성의 꿈 (1991)》 두 편이 발매됐다.

## 반응
1990년 말까지 미국 내 집계 판매량은 10만 장 이하였다.

## 참조

### 주해
1. ↑  영어: Ultima VI: The False Prophet